# Vpřed (časopis)
Vpřed: časopis pro chlapce a devčata byl časopis pro mládež, který vznikl v červnu 1945 a vycházel v letech 1945–1951 (celkem 6 ročníků), přičemž navazoval na předválečný časopis Mladý hlasatel.

## Časopis za působení Jaroslava Foglara
Od dubna 1946 (od čísla časopisu 18 ) do konce roku 1948 (do čísla časopisu 45) byl jeho redaktorem Jaroslav Foglar, který předtím pracoval v redakci časopisu Junák. Spolu s ním vedl časopis dr. Karel Bureš, jeho bývalý kolega z Mladého hlasatele. Do časopisu přispíval například i Zdeněk Burian, Zdeněk Karel Slabý, František Běhounek a další. Pro časopis fotil Sláva Štochl, dřívější fotograf Mladého hlasatele.
Za doby Foglarova působení vycházel v časopise kreslený seriál Rychlé šípy. V časopise se objevovaly také ilustrace malíře Bohumila Konečného-Bimba a do té doby nepublikované povídky z pozůstalosti Otakara Batličky. Foglar zavedl pravidelnou rubriku "Z bobří hráze", Bureš se vrátil k rubrice "Sportovní škola", kam přispíval např. Pepi Bican a Ota Jandera.  Foglar zavedl pro čtenáře Vpředu čtenářské kluby ("Foglarovy čtenářské kluby" ) a také "Čestný odznak Rychlých šípů" za osm druhů různých výkonů (např. statečnost, obětavost, pracovitost, tělesnou zdatnost, aj.).
Zájem čtenářů s každým číslem rostl, když Bureš s Foglarem časopis převzali, byl náklad každého čísla 30 000 výtisků (vycházel dříve jako čtrnáctideník). Od jejich zahájení činnosti v redakci Vpředu vycházel časopis jako týdeník a během pěti čísel se zvýšil jeho náklad na 60 000 výtisků.  První ročník končil nákladem 100 000 výtisků a na konci II. ročníku byl náklad 38. čísla (27. srpna 1947) již 143 000 výtisků. 

## Zánik časopisu
Po roce 1948 však musel Foglar z redakce odejít. Časopis byl několikrát přejmenován. V roce 1949 na Junáci vpřed (IV. ročník, byl sloučen s časopisem Junák), následně zkrácen zpět na Vpřed (V. ročník, poté, co organizace Junák nuceně zanikla), v roce 1951 na Vpřed pionýři (poslední, VI. ročník). Poté pro nezájem zanikl.

## Citát
Čím větší oblibě se Vpřed u čtenářů těšil, tím větší byla nenávist některých kritiků, zejména těch, kteří k zápornému názoru na Vpřed neměli důvod. Ani ten E. F. Burian se nikdy mládeží nezabýval a já nevím, kdo mu dal Vpřed k tak nesmyslnému ohodnocení? Jeho slovo v určitých stranických kruzích mělo váhu – a nic nepomohlo, že jsme se s nákladem vyhoupli ve třetím ročníku daleko přes sto padesát tisíc a že jsme se rychle blížili k 200 000 výtisků týdně! 
Jaroslav Foglar

## Odraz v kultuře
- Míru ovlivnění části jedné generace chlapců tímto časopisem ukazuje jeho připomenutí v textu písně Rychlé šípy od Wabiho Ryvoly : "... já vracím se do poválečnejch let, kdy vycházel náš starej dobrej Vpřed...".